# Еловское (сельское поселение, Удмуртия)
Еловское — упразднённое муниципальное образование со статусом сельского поселения в составе Ярского района Удмуртии.
Административный центр — село Елово.
Законом Удмуртской Республики от 11.05.2021 № 42-РЗ к 25 мая 2021 года упразднено в связи с преобразованием муниципального района в муниципальный округ.

## Население
| 2010 | 2012 | 2013 | 2014 | 2015 | 2016 | 2017 |
| ---- | ---- | ---- | ---- | ---- | ---- | ---- |
| 650  | ↘638 | ↘605 | ↘579 | ↘552 | ↘524 | ↘489 |
| 2018 | 2019 | 2020 |      |      |      |      |
| ↘466 | ↘429 | ↘413 |      |      |      |      |

## Состав сельского поселения
В состав сельского поселения входили 8 населённых пунктов:
| № | Населённый пункт | Тип населённого пункта       | Население |
| - | ---------------- | ---------------------------- | --------- |
| 1 | Бозино           | деревня                      | ↘74       |
| 2 | Елово            | село, административный центр | ↘267      |
| 3 | Костромка        | деревня                      | →92       |
| 4 | Кузьмино         | деревня                      | ↘104      |
| 5 | Луза             | деревня                      | ↘17       |
| 6 | Сосновка         | деревня                      | ↗14       |
| 7 | Усть-Лекма       | деревня                      | →70       |
| 8 | Феоктистово      | деревня                      | →0        |